# Сухоломово (Костромская область)
Сухоломово — деревня в Антроповском муниципальном районе Костромской области. Входит в состав Котельниковского сельского поселения

## География
Находится в центральной части Костромской области на расстоянии приблизительно 39 км на юг-юго-запад по прямой от поселка Антропово, административного центра района на левом берегу реки Кусь.

## История
В XIX — начале XX века деревня относилась к Галичскому уезду Костромской губернии. В 1872 году здесь было учтено 11 дворов, в 1907 году —21.

## Население
Постоянное население составляло 90 человек (1872 год), 101 (1897), 106 (1907), 14в 2002 году (русские 93 %), 4 в 2022.